# Volo Midwest Express Airlines 105
Il volo Midwest Express Airlines 105 era un volo di linea operato da un DC-9 della Midwest Express Airlines tra l'aeroporto Internazionale Generale Mitchell e l'Aeroporto Internazionale di Atlanta. Il 6 settembre 1985 il Douglas che operava il volo pochi istanti dopo il decollo precipitava a terra causando la morte di tutti i passeggeri e membri dell'equipaggio.

## Il velivolo
Il velivolo coinvolto nell'incidente era un DC-9-14 con numero di registrazione N100ME e S/N 47309 motorizzato da due motori turbofan Pratt & Whitney JT8D-7B. Il Dc-9 venne consegnato il 23 ottobre 1968 alla Aeropostal Alas de Venezuela per poi passare alla AVENSA (Aerovias Venezolanas) nell'ottobre del 1976. Successivamente venne preso in leasing dalla Midwest Express Airlines fino al giugno 1984 quando venne acquistato definitivamente dalla compagnia aerea stessa. Al momento dell'incidente l'aereo aveva una età di 15 anni ed aveva accumulato 31,892 ore e 48,903 cicli. 

## Il volo
Il Dc-9 si apprestò a lasciare l'Aeroporto Internazionale Generale Mitchell verso le ore 15:17 quando l'equipaggio completò la checklist per il rullaggio. Tre minuti più tardi l'aereo iniziò la corsa di decollo sulla pista 16R. Il Douglas si staccò da terra e ad una altezza di 450 piedi (137 metri) si sentì un colpo sordo provenire dal motore destro. Poco dopo il motore iniziò a perdere potenza. Negli attimi successivi il Comandante chiese al secondo pilota che cosa fosse successo, senza ottenere però nessuna risposta. L'aereo continuò a mantenere la prua allineata alla pista continuando a salire e poi iniziò a imbardare violentemente raggiungendo quasi i 90°. Questo movimento bruscò portò a una repentina perdita di quota. Dopo 15 secondi circa dal decollo il Douglas Dc-9 impattò contro il suolo a 500 m Nord-Ovest dalla pista 16R.

## L'inchiesta
Per accertare la cause dell'incidente venne nominata una commissione di inchiesta presieduta dalla National Transportation Safety Board. Grazie al ritrovamento di parti del motore di destra si poté accertare che durante il decollo la rottura del 9º e 10º stadio del compressore ad alta pressione portò ad un brusco calo di potenza. Dal Flight Data Recorder emerse inoltre che 1,5 secondi dopo la perdita del motore destro il motore sinistro perse potenza. La causa di questo evento non è mai stata accertata.
La commissione analizzò allora le azioni intraprese dall'equipaggio dopo la perdita del motore destro, evidenziando gravi carenze. Il comandante rispose inizialmente in modo corretto contrastando il movimento verso destra del velivolo azionando il timone di coda verso sinistra, ma successivamente, senza ragione alcuna, azionò il timone verso destra facendo imbardare notevolmente il velivolo, il quale raggiunse una situazione di stallo. Il comandante quindi non si rese conto di cosa effettivamente fosse successo e nessuno dei due piloti seguì la procedura di emergenza nel caso di avaria al motore in decollo.